# دانشگاه بالیاگ

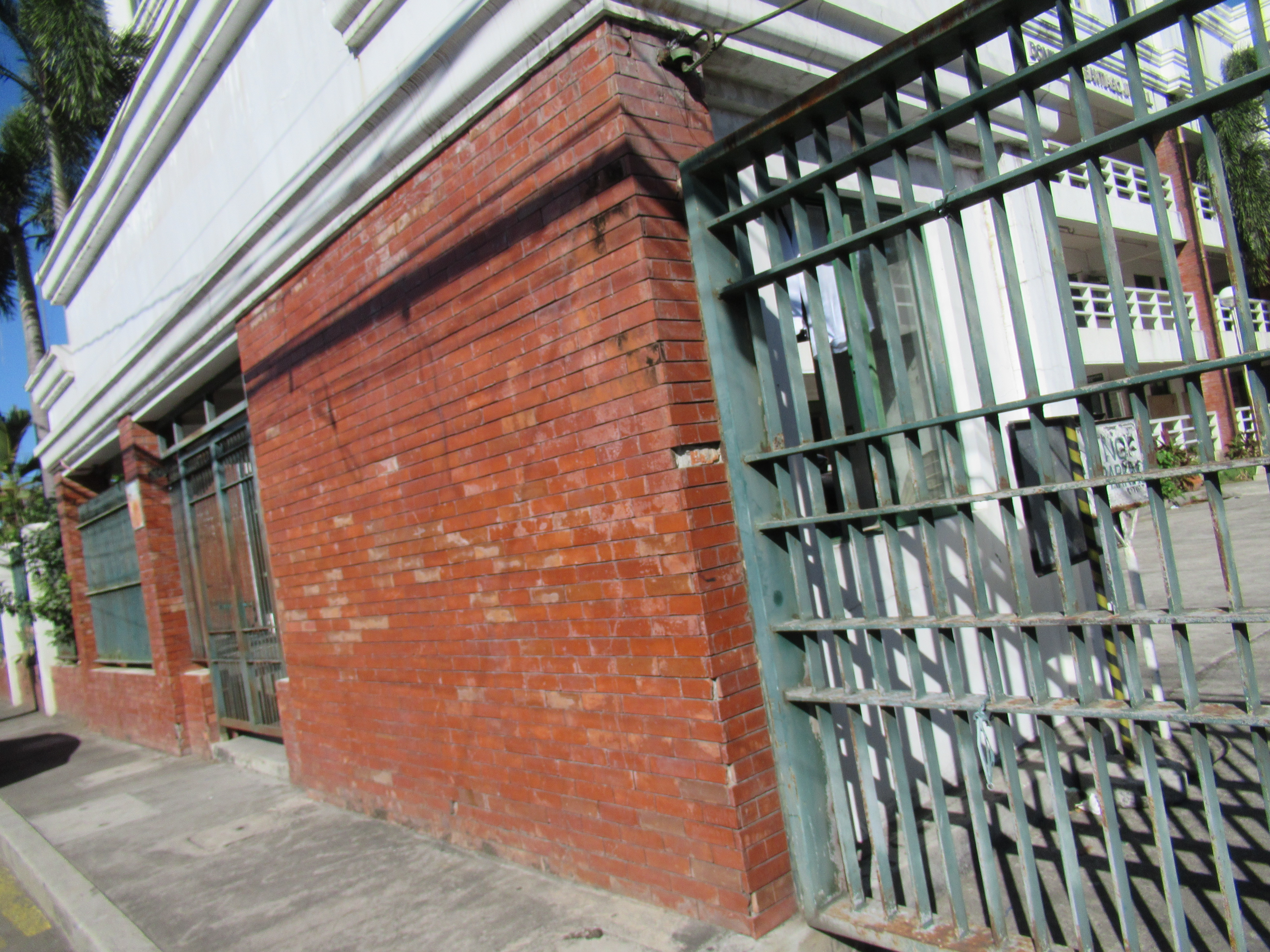

دانشگاه بالیاگ (BU) یک دانشگاه خصوصی در فیلیپین است. این مدرسه در سال ۱۹۲۵ تأسیس شد و اولین مدرسه ای است که توسط کمیسیون آموزش عالی در سنترال لوزون استقلال کامل به او اعطا شد.